# Катазы
Катазы — арбан (деревня) в Каа-Хемском кожууне Республики Тыва. Входит в состав Сизимского сумона.

## География
Селение основано у реки Катазы, у её впадения в Балыктыг-Хем.

## История
Её построили для обслуживания гужевой дороги в Кунгуртуг, заготовки сена для лошадей и пр. Несколько семей (их называли «зимовщики») встречали обозы, кормили людей, лошадей, а летом заготавливали сено.
К 1960-м году, гужевая транспортная система потеряла значение. До Кунгуртуга стали добираться машины, основной объём грузов забрасывался самолетом. Зимовщики остались без основной работы (они занимались охотой на соболя и белку, собирали лиственничную смолу). Семьи с детьми перебирались в села, где есть начальная школа, прежде всего в Ужеп. Последняя семья Потылициных покинула поселок в 1963 г.
В 1990-х гг. в опустевшем селении стали давать землю в аренду, сюда переехала многодетная семья староверов Пермяковых. Основная деятельность — охота, туризм. На туристическую базу для отдыха и охоты в 1996 г. приехал охотиться мэр Москвы Ю. М. Лужков, а позже Никита Михалков, Сергей Шойгу и другие должностные лица.

## Население
| 2010 |
| ---- |
| 58   |

## Экономика
Туризм. Охота.